# Ermanno Capelli
Ermanno Capelli (Ponte San Pietro, 9 maggio 1985) è un ex ciclista su strada italiano, professionista dal 2008 al 2011.

## Carriera

### I primi anni
In gioventù pratica numerosi sport, tra cui judo, calcio e atletica leggera. Comincia con il ciclismo nel 1999 tra gli allievi dell'USO Almè-Ceramiche Gamba: vince a Morengo e fa suoi inoltre la Gazzaniga-Onore, il Trofeo Balistrocchi e la Como-Ghisallo. Nella categoria juniores, con la S.C. Verdellese-Ceramiche Dielle di Verdello, ottiene quattro vittorie, vincendo il Trofeo Emilio Paganessi 2003 a Vertova e classificandosi secondo nel campionato italiano su strada a cronometro.
Passa tra i dilettanti Elite/Under-23 nel 2004 con il Gruppo Sportivo Unidelta, la squadra bresciana diretta dall'ex professionista Bruno Leali. Nel 2006 vince due importanti gare, il Trofeo Banca Popolare di Vicenza a Col San Martino e il Gran Premio Palio del Recioto a Negrar, trionfi che lo portano ad essere convocato in Nazionale dal tecnico Sandro Callari: con la Nazionale prende parte a diverse corse in vista del Campionato mondiale 2006, tra cui i campionati europei a Valkenburg aan de Geul, il Tour de Berlin e il Giro della Toscana. In precedenza era anche giunto terzo nel campionato italiano a cronometro Under 23.
Nei primi mesi del 2007 giunge secondo alla Coppa San Geo a Salò; nella restante parte di stagione non vince mai, ma ottiene altri piazzamenti di rilievo, come il terzo posto al Gran Premio Palio del Recioto, il terzo alla Piccola Sanremo e il sesto nel campionato italiano a cronometro Under-23. Con la Nazionale partecipa a cinque prove di Coppa delle Nazioni (Grand Prix du Portugal, La Côte Picarde, Liegi-Bastogne-Liegi, Giro delle Regioni e Grand Prix Tell) quindi al Giro della Toscana e al Giro del Valdarno. In settembre viene convocato per la prova in linea Under-23 dei Mondiali su strada di Stoccarda, ma la sua presenza nella prova iridata salta.

### Il professionismo
Alcune settimane prima era stato contattato da Pietro Algeri e Mauro Gianetti, rispettivamente direttore sportivo e team manager della Saunier Duval-Scott, squadra UCI ProTour. Il 30 agosto 2007 appone così la propria firma su un contratto triennale che lo lega al team italo-spagnolo (poi divenuto, causa cambio di sponsor, Scott-American Beef, Fuji-Servetto e Footon-Servetto) a partire dal 2008 e fino al termine del 2010. Nel 2008, al primo anno tra i pro, è protagonista alla Gand-Wevelgem, con una fuga solitaria di quasi 100 chilometri esauritasi sulle rampe del Kemmelberg. In maggio corre il Giro d'Italia, ma si ritira nel corso della quindicesima tappa, quando è ultimo in classifica generale.
Nell'anno seguente si mette in mostra alla Tirreno-Adriatico, tenendo la maglia verde di miglior scalatore per tre giorni e chiudendo poi secondo in tale graduatoria, alle spalle di Egoi Martínez. In aprile partecipa quindi a Giro delle Fiandre, Gand-Wevelgem e Amstel Gold Race; nel prosieguo di annata corre anche, tra le altre, il Tour de Romandie, il Tour de Pologne e l'Eneco Tour, ma senza piazzamenti di rilievo. Nel 2010 gareggia sempre con la Fuji, divenuta Footon-Servetto: in stagione si piazza quinto al Gran Premio di Lugano, partecipa inoltre al Giro delle Fiandre, al Giro d'Italia (finisce fuori tempo massimo), al Tour de Suisse e al Tour de Pologne.
Nel 2011 viene messo sotto contratto per un anno dal team Continental austriaco Vorarlberg. Con la nuova squadra prende parte a gare Europe Tour del calendario italiano, austriaco e francese, ma non va oltre un sesto posto di tappa al Tour du Gévaudan Languedoc-Roussillon in settembre. Conclusa la stagione pone quindi termine alla carriera professionistica.

## Palmarès
- 2006 (G.S. Unidelta, dilettanti, due vittorie)

Gran Premio Palio del Recioto
Trofeo Banca Popolare di Vicenza

## Piazzamenti

### Grandi Giri
- Giro d'Italia

2008: ritirato (15ª tappa)
2010: fuori tempo (16ª tappa)

### Competizioni mondiali
- Campionati del mondo su strada

Salisburgo 2006 - In linea Under-23: 60º